# Chimarra piliferosa
Chimarra piliferosa är en nattsländeart som beskrevs av Oliver S. Flint Jr. 1998. Chimarra piliferosa ingår i släktet Chimarra och familjen stengömmenattsländor. Inga underarter finns listade i Catalogue of Life.